# Medalha de Serviço de Ocupação da Marinha
A Medalha de Serviço de Ocupação da Marinha é um prêmio militar da Marinha dos Estados Unidos que foi "concedido para comemorar os serviços do pessoal da Marinha, do Corpo de Fuzileiros Navais e da Guarda Costeira na ocupação de certos territórios dos inimigos dos Estados Unidos durante a Segunda Guerra Mundial" e reconheceu o pessoal que participou das forças de ocupação europeias e asiáticas durante e após a Segunda Guerra Mundial . A medalha também foi concedida ao pessoal que desempenhou funções em Berlim Ocidental entre 1945 e 1990.
Não mais do que uma Medalha de Serviço de Ocupação da Marinha pode ser concedida a um indivíduo. A Medalha de Ocupação do Exército é o equivalente à Medalha de Serviço de Ocupação da Marinha. Nenhuma pessoa poderia receber as medalhas de ocupação do Exército e da Marinha.

## Descrição
A medalha foi desenhada por AA Weinman . Ele retrata Netuno montando um hipocampo com as palavras "Serviço de Ocupação". O reverso tem as palavras "Marinha dos Estados Unidos" (ou "Corpo de Fuzileiros Navais dos Estados Unidos") e é o mesmo da Medalha de Campanha Dominicana .

## Dispositivos de fita
A medalha é autorizada por dois fechos de serviço: "Europa" e "Ásia". Os fechos são retangulares com uma borda de corda. Se elegível, ambos os fechos podem ser usados na medalha. O Dispositivo de Transporte Aéreo de Berlim também é autorizado para o pessoal da Marinha que serviu 90 dias ou mais com uma unidade credenciada em apoio ao Transporte Aéreo de Berlim entre 1948 e 1949.